# Herman Vander Linden
Herman Vander Linden (Leuven, 27 april 1868 - Korbeek-Lo, 15 april 1956) was een Belgisch historicus en hoogleraar aan de Université de Liège.

## Biografie
Herman Vander Linden behaalde het diploma van doctor in de wijsbegeerte aan de Rijksuniversiteit Gent. Hij studeerde onder meer bij Henri Pirenne en Paul Fredericq. Hij studeerde ook aan Duitse universiteiten en de École nationale des chartes in Parijs. In 1895 behaalde hij ook het diploma van doctor in de geschiedenis.
Van 1895 tot 1903 gaf hij les in een rijksmiddelbare school in Antwerpen. Vanaf 1903 doceerde hij aan de Université de Liège. Tijdens de Eerste Wereldoorlog verbleef hij met zijn familie in Engeland. Tijdens de verwoesting van Leuven ging zijn privébibliotheek verloren. In 1938 ging hij met emeritaat.
Vander Linden was een medewerker van de Biographie nationale de Belgique en van 1935 tot 1944 secretaris van het comité verantwoordelijk voor de publicatie ervan.
Zijn zoon, die tijdens de Tweede Wereldoorlog lid van het Verzet was, overleed in een Duits concentratiekamp in 1942.
Vander Linden werd corresponderend lid (1921) en werkend lid (1931) van de Académie royale des sciences, des lettres et des beaux-arts de Belgique en plaatsvervangend lid (1922) en werkend lid (1931) van de Koninklijke Commissie voor Geschiedenis.

## Publicaties (selectie)
- Histoire de la constitution de la ville de Louvain au moyen âge, Gent, Clemm, 1892.
- Les Gildes marchandes dans les Pays-Bas au moyen âge, Gent, Clemm, 1896.
- Geschiedenis van de stad Leuven, Leuven, Aug. Fonteyn, 1899.
- Anglo-Belgian relations. Past and present, Londen, Constable, 1918. (met Paul Hamelius)
- Lodewijk van Velthem's voortzetting van den Spiegel Historiael, 1248-1316, 3 vol., Brussel, Hayez, 1906-1938.
- Itinéraires de Marie de Bourgogne et de Maximilien d'Autriche, 1477-1482, Brussel, Lamertin, 1934.
- Itinéraires de Charles, duc de Bourgogne, Marguerite d'York et Marie de Bourgogne, 1467-1477, Brussel, Lamertin, 1936.
- Itinéraires de Philippe le Bon, duc de Bourgogne, 1419-1467 et de Charles, comte de Charolais, 1433-1467, Brussel, Palais des Académies, 1940.
- 'La Forêt charbonnière', in Revue belge de philologie et d'histoire 2, 1923, 203-214.